# Vereeniging Oost en West
De Koninklijke Vereeniging 'Oost en West' is een vereniging die in 1899 opgericht werd om de band tussen Nederland en zijn koloniën te versterken.

## Geschiedenis
Het idee voor de oprichting kwam er na een grote koloniale tentoonstelling in Amsterdam. De vereniging werd in 1899 in Den Haag opgericht op initiatief van G.A. Van Zuylen-Tromp. Ze kwam op voor de belangen van degenen die in Nederlands-Indië gingen werken of er gewoond hadden. De vereniging gaf een tijdschrift uit, het Koloniaal Weekblad, dat vanaf 1934 de naam 'Oost en West' kreeg. Er werd in 1909 een studiecommissie gevormd voor het houden van toezicht op- en bijstaan van kinderen van Oost- en West-Indische ouders die naar Nederland komen voor het volgen van onderwijs aan een instelling.
 Er werd onder andere hulp geboden bij het zoeken van een studentenkamer. In 1959 vielen circa 700 studenten onder de zorg van de studiecommissie.  De vereniging verkocht ook Indische artikelen zoals sarongs en kunstnijverheid in de 'Boeatan' winkel in Den Haag.
In 1971 werd het archief van de vereniging overgedragen aan het Koninklijk Instituut voor Taal-, Land- en Volkenkunde en aan de Universiteit Leiden.

### Afdeling Curaçao
Op initiatief van dr. H. Polvliet, rechter bij het Curaçaose Hof van Justitie, werd in 1930 een afdeling opgericht in het gebiedsdeel Curaçao. De 'afdeling Curaçao' had leden verspreid over de zes Nederlands-Caraïbische eilanden. Het was een van de grootste afdelingen van de vereniging. Er werden causerieën en lezingen gegeven, vaak met bezoekende autoriteiten als gastspreker en men verzorgde een informatieboekje met wetenswaardigheden over vestiging op de eilanden. De afdeling trad zelfstandig op tijdens de Tweede Wereldoorlog met overname van de taak van de moederorganisatie. Voor Nederlands-Indische militairen die op Curaçao gestationeerd waren werden ontmoetingsbijeenkomsten georganiseerd. Ook trad de toen op Curaçao woonachtige journalist Eduard Elias op als correspondent van het verenigingstijdschrift.